# Чаусенко Іван Іванович
Іван Іванович Чаусенко (14 вересня 1915 — 26 січня 1999) — передовик сільського господарства Української РСР, комбайнер колгоспу імені ХХ з'їзду КПРС Первомайського району Миколаївської області, Герой Соціалістичної Праці (1966).

## Життєпис
Народився у селі Романова Балка, волосному центрі Ананьївського повіту Херсонської губернії Російської імперії (нині — Первомайський район Миколаївської області) в селянській родині. Закінчив 4 класи сільської школи.
У жовтні 1934 року закінчив Первомайську школу комбайнерів. Працював комбайнером Кам'яномостівської МТС Первомайського району на комбайні «Комунар».
Після ліквідації МТС — комбайнер, згодом — бригадир тракторної бригади і начальник механізованого загону колгоспу імені ХХ з'їзду КПРС.
Неодноразово обирався депутатом Первомайської районної ради.
Після виходу на пенсію мешкав у рідному селі, де й помер. Похований на сільському кладовищі.

## Нагороди
Указом Президії Верховної Ради СРСР від 23 червня 1966 року Чаусенку Івану Івановичу присвоєне звання Героя Соціалістичної Праці.
Нагороджений двома орденами Леніна (1957, 23.06.1966), орденом Трудового Червоного Прапора (26.02.1958), медалями, у тому числі двома «За трудову доблесть» (1950, …), Почесною Грамотою Президії Верховної Ради УРСР.